# Notosacantha kinabaluensis
Notosacantha kinabaluensis es una especie de insecto coleóptero de la familia Chrysomelidae.
Fue descrita científicamente en 2001 por Swietojanska.